# Allan Chamgwera
Allan Chamgwera (* 30. April 1928 in Nkhonjiwa) ist Altbischof von Zomba.

## Leben
Allan Chamgwera empfing am 7. September 1957 die Priesterweihe. Johannes Paul II. ernannte ihn am 12. Februar 1981 zum Bischof von Zomba.
Der Erzbischof von Lilongwe, Matthias A. Chimole, spendete ihm am 31. Mai desselben Jahres die Bischofsweihe; Mitkonsekratoren waren James Chiona, Erzbischof von Blantyre, und Felix Eugenio Mkhori, Bischof von Chikwawa. 
Am 17. Januar 2004 nahm Papst Johannes Paul II. seinen altersbedingten Rücktritt an.